# 泉佐野市立第一小学校
泉佐野市立第一小学校（いずみさのしりつ だいいちしょうがっこう）は、大阪府泉佐野市野出町にある公立小学校。

## 沿革
- 1872年（明治5年） - 創立。

## 通学区域
- 本町、元町、野出町、西本町、笠松、松原、りんくう往来北、りんくう往来南、羽倉崎[1]

※卒業後は基本的に泉佐野市立佐野中学校に進学する。